# Richtschütze

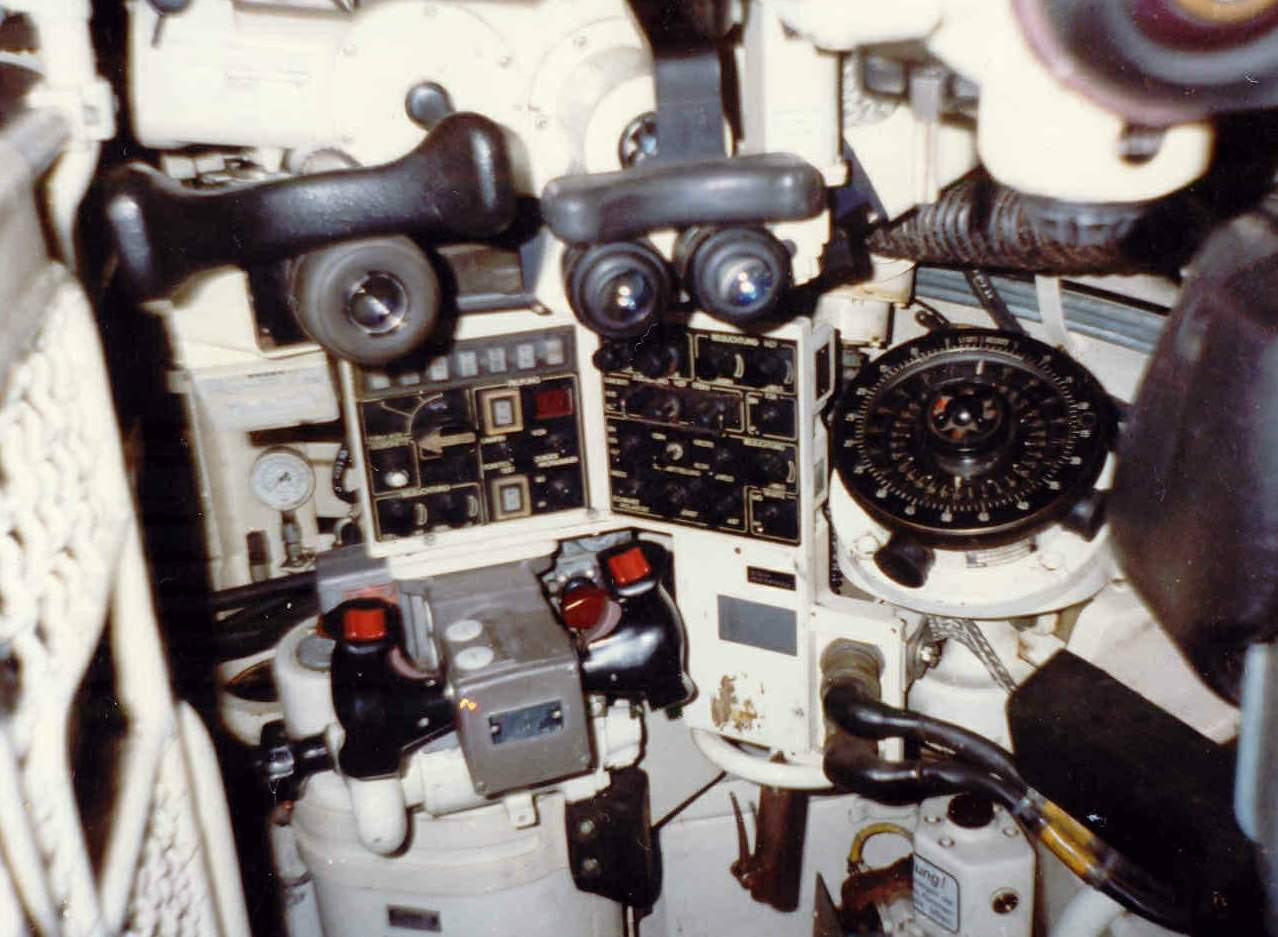
Platz des Richtschützen im Leopard 1A5

Richtschütze (engl.: gunner – fr.: tireur) ist ein allgemeiner Begriff für den Bediener eines Geschützes. Dieses Geschütz kann lafettiert bzw. eingebaut sein, z. B. in Panzern. Der Richtschütze richtet (daher der Name) das Geschütz auf Kommando zur Zielbekämpfung aus. Horizontale Bewegungen des Rohres nennt man Schwenken, vertikale Bewegungen Richten. Bei modernen Geschützen erfolgt die Bedienung durch lenkradähnliche Armaturen. Für das Laden des Geschützes ist der Ladeschütze zuständig.
Der Richtschütze vertritt auch den Panzerkommandanten. Den Bediener einer Panzerabwehrlenkwaffe bezeichnet man als Lenkschütze, wenn er Kanone und PALR zu bedienen hat (z. B. im SPz BMP-1) als Richtlenkschütze.